# Kap Kidson
Das Kap Kidson ist ein steil abfallendes Felsenkliff von 305 m Höhe an der Lassiter-Küste des Palmerlands auf der Antarktischen Halbinsel. Es begrenzt nördlich die Einfahrt zum New Bedford Inlet sowie östlich diejenige zum Turner Inlet.
Erste Luftaufnahmen vom Kap entstanden bei der Ronne Antarctic Research Expedition (1947–1948), die in Zusammenarbeit mit dem Falkland Islands Dependencies Survey (FIDS) eine Vermessung des Gebiets durchführte. Der FIDS benannte das Kap nach dem neuseeländischen Meteorologen Edward Kidson (1882–1939), der die meteorologischen Berichte der Nimrod-Expedition (1907–1909) unter der Leitung des britischen Polarforschers Ernest Shackleton und der Australasiatischen Antarktisexpedition (1911–1914) unter der Leitung des australischen Polarforschers Douglas Mawson angefertigt hatte.